# San Isidro (Alicante)
San Isidro è un comune spagnolo di 1 401 abitanti situato nella comunità autonoma Valenciana.
Il comune venne creato nel 1996 come distaccamento da Albatera.